# Göllü, Kırşehir
Göllü Bucak Merkezi là một xã thuộc thành phố Kırşehir, tỉnh Kırşehir, Thổ Nhĩ Kỳ. Dân số thời điểm năm 2010 là 105 người.